# 5117 Мокотояма
5117 Мокотояма (5117 Mokotoyama) — астероїд головного поясу, відкритий 8 квітня 1988 року.
Тіссеранів параметр щодо Юпітера — 3,209.